# Horst Bredekamp
Horst Bredekamp (Kiel, 29 aprile 1947) è uno storico dell'arte tedesco.

## Biografia
Bredekamp ha studiato storia dell'arte, filosofia, archeologia e sociologia a Kiel, Monaco, Berlino e Marbungo. Nel 1974 consegue il suo dottorato presso l'Università di Marburgo con una tesi sull'arte con medium di conflitti sociali, focalizzandosi sulla "Bilderkämpfe" della tarda antichità alla rivolta hussita. Lavora prima come volontario presso la Liebieghaus a Francoforte sul Meno, dal 1976 è assistente presso il dipartimento di Storia dell'Arte presso l'Univeristà di Amburgo. 
Nel 1982 diviene professore di Storia dell'Arte all'Università di Amburgo, nel 1993 è professore all'Univerisità Humboldt di Berlino. Dal 2003 è socio permanente dell'Istituto per gli Studi Avanzati di Berlino. È stato socio dell'Istituto Princeton per Studi Avanzati nel 1991, presso il Getty Center a Los Angeles nel 1995 e 1998, e presso il Collegio di Budapest nel 1999. Il 4 aprile 2023 viene nominato Socio straniero dell'Accademia delle Scienze di Torino. 
La sua ricerca accademica si focalizza su temi quali l'Iconoclastia, la scultura romanica, il Rinascimento e il Manierismo, l'iconografia politica, il rapporto tra arte e tecnologia e i nuovi media.

## Studi visuali
Bredekamp è noto per i suoi studi sulla Bildwissenschaft, un termine tedesco che può essere tradotto in italiano come "scienza delle immagini" o "cultura visuale", una sottodisciplina della storia dell'arte di cui Aby Warburg fu fondatore.

## Pubblicazioni
Monografie in tedesco:
- Kunst als Medium sozialer Konflikte. Bilderkämpfe von der Spätantke bis zur Hussitenrevolution , Francoforte sul Meno (Suhrkamp) 1975.
- Kunst am Mittelrhein um 1400 (mit Herbert Beck und Wolfgang Beeh), Francoforte sul Meno (Liebieghaus) 1975.
- Vicino Orsini und der heilige Wald von Bomarzo. Ein Fürst als Künstler und anarchico , Worms (Werner) 1985; 2., überarb. Aufl. 1991.
- Botticelli: Primavera. Florenz come Garten der Venus , Francoforte sul Meno (Fischer) 1988; Nuova edizione Berlino (Wagenbach) 2002.
- Antikensehnsucht und Maschinenlauben. Die Geschichte der Kunstkammer und die Zukunft der Kunstgeschichte , Berlino (Berlino) 1992.
- Florentiner Fußball. Die Renaissance der Spiele. Calcio come Fest der Medici , Francoforte sul Meno (Campus) 1993; edizione rivista Berlino (Wagenbach) 2001.
- Repräsentation und Bildmagie der Renaissance als Formproblem, München (Carl Friedrich von Siemens-Stiftung) 1995.
- Sankt Peter in Rom und das Prinzip der produktiven Zerstörung. Bau und Abbau von Bramante bis Bernini , Berlino (Wagenbach) 2000.
- Thomas Hobbes visuelle Strategien. Der Leviathan: Urbild des modernen Staates. Illustrazione e ritratti , Berlino (Akademie) 1999. Nuova edizione dal titolo Thomas Hobbes: Der Leviathan. Das Urbild des modernen Staates e seine Gegenbilder. 1651–2001, Berlino (Akademie) 2003.
- Die Fenster der Monade. Théâtre der Natur und Kunst di Gottfried Wilhelm Leibniz , Berlino (Akademie) 2004.
- Darwin Corallen. Die frühen Evolutionsdiagramme und die Tradition der Naturgeschichte , Berlino (Wagenbach) 2005.
- Bilder bewegen. Von der Kunstkammer zum Endspiel , Berlino (Wagenbach) 2007.
- Galilei der Künstler. Der Mond, die Sonne, die Hand , Berlino (Akademie) 2007.
- Der Künstler als Verbrecher. Ein Element der frühmodernen Rechts- und Staatstheorie , Monaco di Baviera (Carl Friedrich von Siemens-Stiftung) 2008.
- Michelangelo. Saggi di Fünf , Berlino (Wagenbach) 2009.
- Teoria dei Bildakts. Frankfurter Adorno-Vorlesungen 2007 , Berlino (Suhrkamp) 2010.
- Leibniz und die Revolution der Gartenkunst. Herrenhausen, Versailles e die Philosophie der Blätter , Berlino (Wagenbach) 2012.ISBN 978-3-8031-5183-4 .[28][29][30]
- Der schwimmende Souverän. Karl der Grosse und die Bildpolitik des Körpers , Klaus Wagenbach, Berlino 2014,ISBN 978-3-8031-5186-5 .[31]
- Galileis denkende Mano. Form und Forschung um 1600 , Berlino, Boston (de Gruyter) 2015.ISBN 978-3-11-041457-8.
- con Claudia Wedepohl: Warburg, Cassirer e Einstein in Gespräch. Keplero come Schlüssel der Moderne , Berlino (Wagenbach) 2015.ISBN 978-3-8031-5188-9.
- Das Beispiel Palmyra, Colonia 2016.
- Der Behemoth. Metamorphosen des Anti-Leviathan (Carl-Schmitt-Vorlesungen) , Berlino 2016.
- Atti di immagine. Un approccio sistematico all'agenzia visiva , Berlino, Boston (de Gryuter) 2017,ISBN 978-3-11-053630-0 .
- Storia dell'arte e arte preistorica. Ripensare la loro relazione alla luce di nuove osservazioni , Groningen (The Gerson Lectures Foundation) 2019,ISBN 90-6179-054-9 .
- Michelangelo, Berlino 2021, ISBN 9783803137074 .
- Die Wirklichkeit findet statt! Über notwendige Präsenz in Kunst und Sport, (mit Gunter Gebauer), Colonia 2021, ISBN 9783753300788 .

Come editore (selezione):
- (come coeditore): Aby Warburg . Akten des Internationalen Symposions, Berlino (Akademie) 1990.
- (come coeditore): Edgar Wind. Kunsthistoriker und Philosoph, Berlino (Akademie) 1998.
- (come coeditore): Theater der Natur und Kunst. Wunderkammern des Wissens, 2 Bände, Berlino (Henschel) 2000.
- (come guesteditor): Jahrbuch für Universitätsgeschichte Bd. 5 (2002): Themenband „Universität und Kunst“, Stoccarda (Steiner) 2002.
- (come coeditore) Visuelle Argumentationen. Die Mysterien der Repräsentation und die Berechenbarkeit der Welt, München (Fink) 2006.
- (come coeditore) Klassizismus/Gotik. Karl Friedrich Schinkel und die patriotische Baukunst. Monaco di Baviera/Berlino (Dt. Kunstverlag) 2007.
- (come coeditore): Das Technische Bild. Kompendium zu einer Stilgeschichte wissenschaftlicher Bilder, Berlino (Akademie) 2008.
- (come coeditore): In der Mitte Berlins. 200 Jahre Kunstgeschichte an der Humboldt-Universität, Berlino (Gebr. Mann) 2010.
- (come editore della serie): Bildwelten des Wissens. Kunsthistorisches Jahrbuch für Bildkritik, Berlino (Akademie), halbjährlich seit 2003. Bd. 1.1: Bilder in Prozessen – Band 1.2: Oberflächen der Theorie – Band 2.1: Bildtechniken des Ausnahmezustandes – Band 2.2: Instrumente des Sehens – Band 3.1: Bildtextile Ordnungen – Band 3.2: Digital Form – Band 4.1: Farbstrategien – Band 4.2: Bilder ohne Betrachter – Fascia 5.1: Systemische Räume – Fascia 5.2: Imagination des Himmels – Fascia 6.1: Ikonographie des Gehirns – Fascia 6.2: Grenzbilder – Fascia 7.1: Bildendes Sehen – Fascia 7.2: Erscheinende Mathematik – Fascia 8.1: Kontaktbilder – Fascia 8.2: Graustufen
- (come editore della collana): Actus et Imago. Berliner Schriften für Bildaktforschung und Verkörperungsphilosophie (Hg; Horst Bredekamp, John Michael Krois und Jürgen Trabant, Berlin (de Gruyter) dal 2011.
- (come coeditore): IMMAGINE PAROLA AZIONE. IMAGO SERMO AZIONE. BILD WORT AKTION (Hg.: Horst Bredekamp, David Freedberg, Sabine Marienberg, Marion Lauschke, Jürgen Trabant) dal 2017. * (come coeditore): +ultra knowledge & gestaltung (Hg.: Nikola Doll, Horst Bredekamp e Wolfgang Schäffner per il Cluster of Excellence Image Knowledge Gestaltung. An Interdisciplinary Laboratory presso Humboldt Universität zu Berlin), Lipsia 2017.

## Onorificenze e premi
- 2001: Premio Sigmund Freud per la prosa scientifica dell'Accademia tedesca di lingua e poesia, Darmstadt
- 2004: Premio Aby-M.-Warburg della Città di Amburgo
- 2006: Premio Max-Planck-Science della Max Planck Society e della Fondazione Humboldt
- 2009: Premio Richard Hamann della Philipps-Universität Marburg per eccezionali risultati scientifici nella storia dell'arte
- 2010: Premio Meyer-Struckmann per la ricerca in scienze umane e sociali
- 2010: Membro a pieno titolo dell'Academia Europaea
- 2012: Premio Fritz Winter della Fritz Winter Foundation
- 2012: Premio per la scienza di Berlino
- 2014: Pour le Mérite
- 2015: Ordine al merito della Repubblica Federale di Germania con stella
- 2016: Membro dell'American Academy of Arts and Sciences
- 2017: Premio Schiller della Città di Marbach
- 2022: Premio Flaiano di italianistica